# Caio Clódio Numo
Caio Clódio Numo (em latim: Gaius Clodius Nummus) foi um senador romano nomeado cônsul sufecto para o nundínio de maio a agosto de 114 com Lúcio Cesênio Sospes. 